# Latinica
Latínica je bila pisava starih Rimljanov in je vsaka pisava, ki se je razvila iz nje. Latinska abeceda je široko uporabljen sistem zapisovanja po celem svetu, standardna pisava slovenščine ter osnova za večino evropskih jezikov. V 19. in 20. stoletju je latinica postala standardna pisava za mnoge neevropske jezike.

## Črke
Danes je v svetu najbolj uveljavljena angleška latinica, ki ima naslednjih 26 črk:

### Velike črke
Velike črke imenujemo tudi verzalke ali majuskule. 
| A | B | C | D | E | F | G | H | I | J | K | L | M | N | O | P | Q | R | S | T | U | V | W | X | Y | Z |

### Male črke
Male črke imenujemo tudi minuskule. 
| a | b | c | d | e | f | g | h | i | j | k | l | m | n | o | p | q | r | s | t | u | v | w | x | y | z |

### Posebne črke
V drugih jezikih, ki pišejo z latinico, se uporablja še nekatere dodatne črke, ki so izvedene iz osnovnih latiničnih. Nekaj je navedenih v spodnji tabeli:
| Ă | Æ | Å | Á | Č | Ć | Đ | Ë | Î | Þ | Ñ | Ń | Ö | Ó | Ř | ſ | Š | Ś | Ü | ß | Ž | Ż | Ź |

## Razvoj
Izvirna latinska abeceda naj bi obstajala od 8. stol. pr. n. št. Temeljila je na etruščanski abecedi, ki pa je izvirala iz grške in feničanske. Od etruščanskih 26 znakov so jih Rimljani prevzeli 21. 
Na spodnji sliki je viden razvoj abecede.
Na sliki so po vrsti navzdol:
- feničanska abeceda
- zgodnja grška abeceda
- etruščanska abeceda
- latinica (7. stol. pr. n. št.)
- latinica (3. stol. pr. n. št.)
- latinica (1. stol. pr. n. št.)
- latinica (srednji vek)
- nekateri evropski znaki

V latinici je šel razvoj tako: 
- črka C je sprva predstavljala glasova G in K
- črka I (prvi I v zgornji tabeli) je bila druga oblika zapisa za grško črko zeta
- črka I (drugi I v zgornji tabeli) je predstavljala glasova I in J
- dolgo časa so R pisali kot P (grška črka ro)
- črka V je predstavljala glas U in V (in tudi dvoustnični U oziroma W)

Kasneje so opustili I (ki pomeni grško zeto) in na isto mesto v abecedi postavili črko G, ki so jo uvedli za ločevanje glasov G in K. Raba črke K se je potem močno zmanjšala. Ena od redkih besed, ki so jo pisali s K, je bila kalendae.
Po osvojitvi Grčije v 1. stoletju pr. n. št. so dodali na koncu abecede še Y in Z za pisanje grških imen. 
Šele v srednjem veku se je standardiziralo pisanje črk J (za razlikovanje od I) ter U in W (za razlikovanje od V). 
Rimljani so uporabljali samo VELIKE ČRKE, male črke so se pojavile šele v srednjem veku. Velike črke pa so ostale kot začetnice odstavkov in stavkov, v nekaterih jezikih pa so pisali z veliko začetnico tudi samostalnike (v nemščini še danes).